# Naim Terbunja
Naim Terbunja född 28 september 1984 i Pristina i Kosovo i dåvarande Jugoslavien, är en svensk  boxare med kosovoalbanska rötter som boxades i Olympiska sommarspelen 2008 i Peking i Kina. Han bor i Linköping och tävlar till vardags för IFK Linköping BK, tidigare i Djurgårdens IF.
Terbunja vann första Europeiska OS-kvalet där både OS-guldmedaljören och OS-bronsmedaljören var med. Terbunja förlorade sin första match i OS, med poängen 6-18, mot regerande världsmästaren Matvey Korobov från Ryssland. Han tävlade i 75-kilosklassen.
I oktober 2010 meddelade Terbunja att han skulle sluta med boxning, på grund av brist på motivation.
- Längd - 183 cm[6]
- Vikt - 75 kg[källa behövs]

Efter att ha signat managern Alan Haymon i januari 2011 i USA har Terbunja haft strul med arbetsvisum och i april 2012 beslutade Naim för att debutera som proffs i Sverige, där han inför ett packad publik slog serben Vladimir Spacojevic med eniga domarröster (40-36).
Efter det har Terbunja boxats kontinuerligt och fram till november 2012 har Naim hunnit göra 5 matcher i bar överkropp, de flesta mot tufft motstånd och är fortfarande obesegrad.

## Meriter
- VM-brons Junior-VM 2002[7]
- SM-guld 2002, 2003, 2004, 2005, 2006, 2007, 2008, 2010

SM 2009 missade Terbunja på grund av USA-resan där han tog guld i det årets upplagor av NY Golden Gloves och NATIONALS Golden Gloves.
Naim Terbunja har segrat i flera internationella turneringar, som Tammerforsturneringen,  Ostrava Grand Prix, Norway Box Cup och i Pescara i Italien.

## Meriter Proffsboxning
| Albanian Warrior from Sweden | Albanian Warrior from Sweden | Debut                             | Match 2                        | Match 3                     | Match 4                         | Match 5                         |
| Albanian Warrior from Sweden | Albanian Warrior from Sweden | 2012-04-27 Linköping, Sverige     | 2012-07-14 Podujeva, Kosova    | 2012-09-01 Ystad, Sverige   | 2012-10-06 Prishtina, Kosova    | 2012-11-16 Linköping, Sverige   |
| ---------------------------- | ---------------------------- | --------------------------------- | ------------------------------ | --------------------------- | ------------------------------- | ------------------------------- |
| Naim Terbunja                | Super Mellanvikt             | [Vladimir Spasojevic] Vinst Poäng | [Marijan Markovic] Vinst Poäng | [Kirill Psonko] Vinst Poäng | [Bartlomiej Grafka] Vinst Poäng | [Srdjan Mihajlovic] Vinst Poäng |

## Olympiska sommarspelen 2008
| Tävlande      | Gren      | 32:a-delsfinal          | 16:de-delsfinal   | Kvartsfinal       | Semifinal         | Final             | Placering |
| Tävlande      | Gren      | Motstånd Resultat       | Motstånd Resultat | Motstånd Resultat | Motstånd Resultat | Motstånd Resultat | Placering |
| ------------- | --------- | ----------------------- | ----------------- | ----------------- | ----------------- | ----------------- | --------- |
| Naim Terbunja | Medelvikt | [Matvey Korobov] F 6-18 | Avancerade inte   | Avancerade inte   | Avancerade inte   | Avancerade inte   | =32       |